# Université Hollins
L'université Hollins est une université privée située à Hollins, en Virginie. Fondée en 1842 sous le nom de Valley Union Seminary dans le village historique de Botetourt Springs, elle est l'un des plus anciens établissements d'enseignement supérieur pour femmes des États-Unis.

## Présentation
Hollins accueille environ 800 étudiants de premier et deuxième cycles. En tant que premier collège féminin agréé de Virginie, les programmes de premier cycle sont réservés aux femmes. Les hommes sont admis aux programmes de deuxième et troisième cycles.
Hollins est connu pour ses programmes d'écriture de premier et de second cycle, qui ont produit les auteurs Annie Dillard, lauréate du prix Pulitzer, Natasha Trethewey, ancienne poétesse lauréate des États-Unis, et Henry Taylor (en). Parmi les autres éminentes anciennes étudiantes, on peut citer la pionnière de l'écriture sportive Mary Garber (en), Kiran Desai, lauréate du prix Booker 2006, Mary K. Gaillard, la première physicienne titulaire de l'UC-Berkeley (et l'une des principales contributrices aux théories sur la détection du boson de Higgs), Margaret Wise Brown, l'auteure de Goodnight Moon (en), Lee Smith, la photographe Sally Mann et Ellen Malcolm, fondatrice d'EMILY's List.